# Hong Kong Masters 1984
Das Camus Hong Kong Masters 1984 war ein professionelles Snooker-Einladungsturnier der Saison 1984/85. Das Turnier wurde vom 5. bis zum 8. September 1984 in Queen Elizabeth Stadium in der damaligen britischen Kronkolonie Hongkong ausgetragen. Sieger wurde der amtierende Weltmeister Steve Davis aus England, der mit einem 4:2-Sieg über den walisischen Titelverteidiger Doug Mountjoy das Finale für sich entscheiden konnte. Das höchste Break und zugleich einzige Century Break des Turnieres spielte mit einem 101er-Break der Engländer Tony Meo.

## Preisgeld
Bereits zum zweiten Mal trat als Sponsor des Turnieres die französischen Cognac-Brennerei Camus in Erscheinung, wobei es erneut kein offizielles Preisgeld gab. Da jedoch das Turnier zu einer Serie von Barry Hearns Matchroom Sport veranstalteten und von Camus gesponserten Reihe asiatischer Turniere gehörte, erhielten die Spieler, neben den für sie kostenfreien Flügen der ersten Klasse, beispielsweise auch mehrere Flaschen Cognac.

## Turnierverlauf
Im Vergleich zum Vorjahr stieg die Zahl der Teilnehmer von sechs auf acht, wobei neben nun sechs Profispieler mit Kwong Wai Chuen und Gary Kwok erneut zwei lokale Amateurspieler teilnehmen durften. Während Ersterer durch einen whitewash im Rahmen seines Auftaktspiels ausschied, besiegte Kwok mit 3:1 überraschend den Vizeweltmeister Jimmy White, bevor auch er im Halbfinale durch einen whitewash ausschied. Alle acht Teilnehmer spielten ab dem Viertelfinale im K.-o.-System um den Titel, wobei bis zum Endspiel im Modus Best of 5 Frames und ebenjenes im Modus Best of 7 Frames gespielt wurde.

|  | Viertelfinale Best of 5 Frames | Viertelfinale Best of 5 Frames |               |   | Halbfinale Best of 5 Frames | Halbfinale Best of 5 Frames |  |  | Finale Best of 7 Frames | Finale Best of 7 Frames |
|  |                                |                                |               |   |                             |                             |  |  |                         |                         |
|  | Steve Davis                    | 3                              |               |   |                             |                             |  |  |                         |                         |
|  | Kwong Wai Cheun                | 0                              |               |   |                             |                             |  |  |                         |                         |
|  | Kwong Wai Cheun                | 0                              | Steve Davis   | 3 |                             |                             |  |  |                         |                         |
|  |                                |                                | Steve Davis   | 3 |                             |                             |  |  |                         |                         |
|  |                                | Tony Meo                       | 2             |   |                             |                             |  |  |                         |                         |
|  | Tony Meo                       | Tony Meo                       | 2             | 3 |                             |                             |  |  |                         |                         |
|  | Tony Meo                       |                                |               | 3 |                             |                             |  |  |                         |                         |
|  | John Parrott                   | 0                              |               |   |                             |                             |  |  |                         |                         |
|  |                                |                                | Steve Davis   | 4 |                             |                             |  |  |                         |                         |
|  |                                | Doug Mountjoy                  | 2             |   |                             |                             |  |  |                         |                         |
|  | Doug Mountjoy                  | 3                              |               |   |                             |                             |  |  |                         |                         |
|  | Terry Griffiths                | 2                              |               |   |                             |                             |  |  |                         |                         |
|  | Terry Griffiths                | 2                              | Doug Mountjoy | 3 |                             |                             |  |  |                         |                         |
|  |                                |                                | Doug Mountjoy | 3 |                             |                             |  |  |                         |                         |
|  |                                | Gary Kwok                      | 0             |   |                             |                             |  |  |                         |                         |
|  | Gary Kwok                      | Gary Kwok                      | 0             | 3 |                             |                             |  |  |                         |                         |
|  | Gary Kwok                      |                                |               | 3 |                             |                             |  |  |                         |                         |
|  | Jimmy White                    | 1                              |               |   |                             |                             |  |  |                         |                         |

### Finale
Der Engländer Steve Davis, der zu diesem Zeitpunkt durchaus als Galionsfigur des Snookersportes galt, hatte mit einem whitewash über einen der lokalen Amateurspieler deutlich die erste Runde überstanden, bevor er trotz eines 101er-Breaks seinen Landsmann Tony Meo im Halbfinale mit 3:2 besiegen konnte und somit ins Finale einzog. Dort traf er mit dem Waliser Doug Mountjoy auf den Titelverteidiger aus dem Vorjahr, der mit einem 3:2-Sieg über seinen Finalkonkurrenten aus dem Vorjahr, sein Landsmann Terry Griffiths, ins Turnier gestartet war, bevor er mit einem klaren 3:0-Sieg über Gary Kwok das Finale erreichte.
Von dem Endspiel sind keine genauen Frameergebnisse überliefert, allerdings besiegte Davis seinen Konkurrenten Mountjoy insgesamt mit 4:2 und gewann somit das Turnier.
| Finale: Best of 7 Frames Queen Elizabeth Stadium, Hongkong, britische Kronkolonie Hongkong, 8. September 1984 |                |               |
| Steve Davis                                                                                                   | 4:2            | Doug Mountjoy |
| genaue Frameergebnisse unbekannt                                                                              |                |               |
| – | Höchstes Break | –             |
| – | Century-Breaks | –             |
| – | 50+-Breaks     | –             |